# Oiry
Oiry település Franciaországban, Marne megyében. Lakosainak száma 886 fő (2022. január 1.). Oiry Avize, Chouilly, Cramant, Flavigny, Plivot és Aÿ-Champagne községekkel határos.

## Népesség
A település népességének változása:
| Lakosok száma | 371  | 516  | 982  | 906  | 855  | 836  | 833  | 871  | 887  | 886  |
|               | 1968 | 1982 | 1990 | 2006 | 2013 | 2015 | 2017 | 2019 | 2020 | 2022 |